# Иги Азејлија
Аметист Амелија Кели (енгл. Amethyst Amelia Kelly; Сиднеј, 7. јун 1990), познатија као Иги Азејлија (енгл. Iggy Azalea), аустралијска је реперка и манекенка. Вероватно је најпознатија по синглу Fancy (2014), који се попео на врх топ-листа широм света, укључујући и Билбордове Xот 100 топ-листе у Америци. Азејлија је објавила три студијска албума: The New Classic (2014), In My Defens (2019) и End Of An Era (2021), пре него што се повукла из музике 2021. године.
До данас, Иги Азејлија је продала више од 48 милиона песама широм света, што је чини једном од најуспешнијих реперки на свету.

## Биографија
Аметист Кели је рођена 7. јуна 1990. године у Сиднеју, а одрасла је у Малумбимбију (енгл. Mullumbimby). Са шеснаест година је напустила Аустралију и преселила се у Сједињене Америчке Државе како би започела своју музичку каријеру. Након што је објавила провокативни музички спот за песму Pu$$y започела је сарадњу са америчким репером Ти-Ајом уз чију помоћ је објавила свој први микстејп Ignorant Art 2011. године.
У марту 2013. године, Азејлија је објавила свој први комерцијални сингл "Work", који је добио платинасту сертификацију у Америци. Затим су уследили синглови "Bounce" и "Change Your Life". Свој албум првенац The New Classic је издала 21. априла 2014. године за издавачке куће Def Jam и Virgin EMI. Албум се попео на прво место аустралијске лествице, а такође је заузео и треће место на Билбордовој 200 топ-листи. The New Classic је добио платинасту сертификацију од стране Америчког удружења дискографских кућа за више од милион продатих носача звука. Четврти сингл са албума, "Fancy", који је издат 28. маја у сарадњи са британском певачицом Чарли Екс-Си-Екс, је затим постао најуспешнији сингл Иги Азејлије до данас. "Fancy" се попео на врх Билбордове Хот 100 лествице где је провео следећих седам недеља, а Азејлија је постала четврти женски соло реп извођач којем је то пошло за руком. Након што се појавила као гостујући извођач на песми "Problem" Аријане Гранде, Азејлија је такође постала и први извођач након Битлса који у исто време имао песме на првом и на другом месту Билбордове топ-листе. Следеће године је била номинована за награду Греми у четири различите категорије.
Крајем 2015. године је најавила свој други албум, под називом Digital Distortion, синглом "Team" који је објављен марта следеће године. "Team" је добио златну сертификацију у Америци. Затим су уследили синглови: "Mo Bounce" и "Switch" у сарадњи са бразилском певачицом Антиом. Азејлија је крајем 2017. године изјавила да је одбацила цео концепт албума након раскида са кошаркашем Ником Јангом.
У фебруару 2018. године је објавила дует "Savior" са репером Куавом из групе Migos. ЕП Survive The Summer је објавила 3. августа 2018. године за издавачку кућу Island Records. Дуетски сингл "Kream" са репером Тајгом је добио платинасту сертификацију на америчком тржишту. Свој други студијски албум, под називом In My Defense, је затим издала 19. јула 2019. године преко своје новоосноване издавачке куће Bad Dreams и у сарадњи са Empire Distribution. Албум се попео на 50. место Билбордове топ листе и добио је генерално лоше рецензије музичких критичара. In My Defense садржи три сингла: "Sally Waker", "Started" и "Fuck It Up" у сарадњи са реперком Кеш Дол. Следећи ЕП, The Wicked Lips, је објавила 2. децембра исте године. Пројекат је најављен у новембру синглом "Lola" са британском певачицом Алис Чатер.
У вези са репером Плејбој Картијем Иги Азејлија је добила сина Оникса у јуну 2020. године. Водећи сингл, "Brazil", са следећег албума је објавила првог априла 2021. године заједно са самосталним синглом "Sip It" у сарадњи са Тајгом. Другог јула је такође објавила и други сингл, под називом "Iam The Stripclub". Свој трећи албум End Of An Era је издала 13. августа исте године. Албумом Азејлија се осврнула на претходну деценију свог живота, као и на своје претходне музичке пројекте. У интервјуу за магазин Билборд је такође изјавила да је End Of An Era ујдено и њен последњи албум, истучући да жели да поврати своју приватност и да се фокусира на мајчинство.

## Дискографија
Албуми
- (2014)
- (2019)
- (2021)

Продужена слушања
- (2012)
- (2013)
- (2018)
- (2019)

Микстејпови
- (2011)
- (2012)

## Видеографија
| Наслов                       | Други извођач(и)    | Режисер(и)                | Албум                | Година      |
| ---------------------------- | ------------------- | ------------------------- | -------------------- | ----------- |
| "Pu$$y"                      | Нема других ивођача | Falkon                    | Ignorant Art         | 2011.       |
| "My World"                   | Нема других ивођача | Alex/2Tone                | Ignorant Art         | 2011.       |
| "The Last Song"              | Нема других ивођача | Bell Soto                 | Ignorant Art         | 2012.       |
| "Murda Bizness"              | T.I.                | 3 Little Digs             | Glory                | 2012.       |
| "Murda Bizness"              | T.I.                | Alex/2Tone                | Glory                | 2012.       |
| "Bac 2 Tha Future (My Time)" | Нема других ивођача | Bell Soto                 | TrapGold             | 2012.       |
| "Work"                       | Нема других ивођача | Jonas & François          | The New Classic      | 2013.       |
| "Slo."                       | Нема других ивођача | Rankin                    | TrapGold             | 2013.       |
| "Bounce"                     | Нема других ивођача | BRTHR                     | The New Classic      | 2013.       |
| "Change Your Life"           | T.I.                | Jonas & François          | The New Classic      | 2013.       |
| "Fancy"                      | Charli XCX          | Director X                | The New Classic      | 2014.       |
| "Black Widow"                | Rita Ora            | Director X Iggy Azalea    | The New Classic      | 2014.       |
| "Trouble"                    | Jennifer Hudson     | Director X Iggy Azalea    | Reclassified         | 2015.       |
| "Pretty Girls"               | Britney Spears      | Cameron Duddy Iggy Azalea | Није сингл са албума | 2015.       |
| "Team"                       | Нема других ивођача | Fabien Montique           | Није сингл са албума | 2016.       |
| "Mo Bounce"                  | Нема других ивођача | Lil Internet              | Није сингл са албума | 2017.       |
| "Switch"                     | Anitta              | Thom Kerr                 | Није сингл са албума | 2017.       |
| "Savior"                     | Quavo               | Thom Kerr                 | Није сингл са албума | 2018.       |
| "Savior"                     | Quavo               | Colin Tilley              | Није сингл са албума | 2018.       |
| "Kream"                      | Tyga                | Survive the Summer        |                      | 2018.       |
| "Sally Walker"               | Нема других ивођача | In My Defense             | 2019.                |             |
| "Started"                    | Нема других ивођача | In My Defense             | 2019.                |             |
| "Fuck It Up"                 | Kash Doll           | In My Defense             | 2019.                |             |
| "Lola"                       | Alice Chater        | Thom Kerr Iggy Azalea     | 2019.                | Wicked Lips |